# Ana de Bourbon
Ana de Bourbon (em francês:  Anne; 1380 — Paris, setembro de 1408) foi suo jure senhora de Cailly e Quillebeuf. Ela foi condessa consorte de Montpensier pelo seu primeiro casamento com João de Valois, Conde de Montpensier.

## Família
Era uma dos sete filhos de João I, Conde de La Marche e Catarina de Vendôme. Entre seus irmãos estavam Jaime II, Conde de La Marche, Luís, Conde de Vendôme, e a rainha Carlota do Chipre. Através de sua irmã, era a tia de João II do Chipre e Ana, duquesa de Saboia. Ela também tinha um meio-irmão ilegítimo através de um relacionamento de seu pai com uma amante.
Seus avós paternos eram Jaime I, Conde de La Marche e Joana de Châtillon. Seus avós maternos eram João VI, Conde de Vendôme e Joana de Ponthieu.

## Primeiro casamento
Em 1390, Ana se tornou a segunda esposa de João de Valois, Conde de Montpensier, neto de João II de França. Sua primeira esposa Catarina de Valois morreu com 10 anos de idade, portanto, João estava precisando de um herdeiro. Como seu primeiro casamento no entanto, Ana e João não geraram filhos sobreviventes. Ele morreu em 1401, liberando-na para um segundo casamento.

## Segundo casamento
Em 1 de outubro de 1402 em Paris, casou-se com Luís VII da Baviera, o irmão da rainha Isabel da França. Ele sucedeu seu pai como duque de Baviera em 1413, após a morte de Ana. Eles tiveram um filho sobrevivente:
- Luís VIII da Baviera (1 de setembro de 1403 — 7 de abril de 1445)

Ana morreu em setembro de 1408 e foi sepultada na igreja hoje demolida do Couvent des Jacobins, em Paris. Luís iria casar com Catarina de Alençon em 1413.